# 선천성 횡격막 탈장증
선천성 횡격막 탈장증(congenital diaphragmatic hernia, CDH)는 횡격막의 선천성 장애이다. CDH의 가장 흔한 형태는 보흐달레크 헤르니아이다. 다른 유형으로는 모르가니 탈장(모르가니헤르니아), 횡경막 탈장, 중심널힘줄 결함이 있다.
선천성 횡경막 탈장증은 젖먹이에게는 생명에 위협이 되는 질병으로, 2개의 합병증으로 인한 주요 사망 원인이기도 하다: 폐형성 저하증, 폐고혈압. CDH가 있는 신생아들은 종종 심각한 호흡곤란이 오며, 적절하게 치료를 받지 않으면 생명에 위협이 올 수 있다.